# Anantara Towers
Las Torres Anantara o Anantara Towers son un grupo de tres rascacielos en Jumeirah Lake Towers en la ciudad de Dubái, en Emiratos Árabes Unidos. Los nombres de las tres torres son, respectivamente, Anantara Hotel, Jumeirah Lake Apartments y Jumeirah Lake Offices. El Anantara Hotel es el más alto de los tres edificios del conjunto, con una altura de 234 metros y 45 plantas. Las otras dos tienen ambas una altura de 219 metros y tendrán 40 plantas cada una. Aunque su construcción ya comenzó, se encuentran en una pausa en el proceso debido a cambios en el contrato. En principio se estimó que la construcción terminaría en 2008.